# Aslıhan Malbora
Aslıhan Malbora (Afyonkarahisar, 27 marzo 1995) è un'attrice turca.

## Biografia
Nata nel 1995 ad Afyonkarahisar (Turchia), Aslıhan Malbora dopo aver completato l'istruzione primaria e secondaria nella sua città natale, nel 2012 si è recata a Istanbul per continuare gli studi superiori presso il dipartimento di ingegneria alimentare e chimica dell'Università tecnica di Istanbul, dove al termine degli studi si è laureata presso il dipartimento di ingegneria alimentare e chimica. Durante gli anni universitari ha studiato recitazione per un anno con lezioni di base, movimento e scena presso l'Akademi 35.5 Art House.
Nel 2017 fatto il suo debutto televisivo con il ruolo di Zeynep nella serie Seven Ne Yapmaz. L'anno successivo, nel 2018, ha interpretato il ruolo di Saliha Sultan nella serie Kalbimin Sultanı, seguita dal ruolo di Zeynep Fırıncıoğlu nella serie Ağlama Anne. Nel 2019 ha ottenuto il ruolo di Ayda Akman nella serie Everywhere I go - Coincidenze d'amore (Her Yerde Sen), seguita nel 2020 dal ruolo di Derin Düdenli nella serie Gel Dese Aşk. Nello stesso anno ha fatto il suo debutto al cinema con il ruolo di Zeynep nel film Aile Hükümeti diretto da Burak Demirdelen. Nel 2021 ha ricoperto il ruolo principale di Ebru nel film originale Netflix L'estate passata (Geçen Yaz) diretto da Ozan Açiktan e quello di Derya nel film televisivo Oluversin Gari diretto da Hasan Doğan.
Nel 2021 e nel 2022 ha dato vita al personaggio di Leyla Çaka nella serie Üç Kuruş, seguita dal 2021 al 2023 dal ruolo di Leyla Demir nella serie Etkileyici. Nel 2022 ha vestito i panni di Ece Servet nella serie Darmaduman e partecipato al programma televisivo di TV8 O Ses Türkiye Yılbaşı Özel. L'anno successivo, nel 2023, ha ricoperto il ruolo di Melahat nel film Her Şeye Rağmen diretto da Erdal Murat Aktaş. Nel 2024 ha fatto parte del cast della serie Yaban Çiçeklerii, nel ruolo di Ela Ataman e di quello della serie Kübra, nel ruolo di Merve Dilmen.

## Filmografia

### Cinema
- Aile Hükümeti, regia di Burak Demirdelen (2020)
- L'estate passata (Geçen Yaz), regia di Ozan Açiktan (2021)
- Her Şeye Rağmen, regia di Erdal Murat Aktaş (2023)

### Televisione
- Seven Ne Yapmaz – serie TV, 9 episodi (ATV, 2017)
- Kalbimin Sultanı – serie TV, 8 episodi (Star TV, 2018)
- Ağlama Anne – serie TV, 13 episodi (ATV, 2018)
- Everywhere I go - Coincidenze d'amore (Her Yerde Sen) – serie TV, 23 episodi (Fox, 2019)
- Gel Dese Aşk – serie TV, 4 episodi (ATV, 2020)
- Oluversin Gari, regia di Hasan Doğan – film TV (Fox, 2021)
- Üç Kuruş – serie TV, 28 episodi (Show TV, 2021-2022)
- Etkileyici – serie TV, 20 episodi (GAİN, 2021-2023)
- Darmaduman – serie TV, 9 episodi (Fox, 2022)
- Yaban Çiçekleri – serie TV, 3 episodi (ATV, 2024)
- Kübra – serie TV, 16 episodi (Netflix, 2024)

## Programmi televisivi
- O Ses Türkiye Yılbaşı Özel (TV8, 2022) - guest star

## Doppiatrici italiane
Nelle versioni in italiano dei suoi film e delle sue serie TV, Aslıhan Malbora è stata doppiata da:
- Ludovica Bebi[23] ne L'estate passata,[24] in Everywhere I go - Coincidenze d'amore,[25] in Kübra[26]